# Blackrock (stacja kolejowa)
Blackrock (ang: Blackrock railway station, irl: Stáisiún An Charraig Dhubh) – stacja kolejowa w miejscowości Blackrock, w hrabstwie Dún Laoghaire-Rathdown, w Irlandii. Znajduje się na Dublin to Rosslare Line. Stacja jest zarządzana i obsługiwana przez Iarnród Éireann przez pociągi DART.
Stacja jest obsługiwana przez linie autobusowe Dublin Bus 17, 46e i 114.
Kasy czynne są od 06:oo do 24:00, od poniedziałku do piątku i od 10:00 do 19:00 w weekendy.

## Historia
Została otwarta 17 grudnia 1834. W dniu 27 stycznia 1858 poważny wypadek wydarzył się w pobliżu tej stacji.

## Linie kolejowe
- Dublin to Rosslare Line